# Harrisia taylorii
Harrisia taylorii és una espècie fanerògama que pertany a la família de les cactàcies.

## Descripció
Harrisia taylorii es ramifica molt per sobre del sòl i creix estenent-se a branques ascendents de 1,5 a 2 metres de llarg. Les vistoses i lluentes tiges de color verd clar tenen un diàmetre de 4 a 5 centímetres. N'hi ha nou costelles arrodonides separades per solcs profunds. Les espines ascendents consten de nou a dotze fan entre 3 a 5 centímetres de llarg. Sobre les flors no se sap. Els fruits són groguencs i són oblongs a esfèrics.

## Distribució
Harrisia taylorii està estesa a la part oriental de Cuba (Província d'Oriente).

## Taxonomia
Harrisia taylorii va ser descrita per Nathaniel Lord Britton i publicat a Bulletin of the Torrey Botanical Club 35: 565. 1908.
Etimologia
Harrisia: nom genèric que va ser anomenat en honor del botànic irlandès William Harris, qui va ser Superintendent de jardins públics i plantacions de Jamaica.
taylorii: epítet que fa honor al botànic estatunidenc Norman Taylor (1883–1967).
Sinonímia
- Cereus taylorii (Britton) Vaupel (1913).